# Joe Shirley, Jr.
Joe Shirley, Jr. (nascut el 4 de desembre de 1947) és un polític amerindi dels Estats Units que ha estat president de la Nació Navajo. És originari de Chinle, a la Nació Navajo. Fou elegit en novembre de 2002 i va ocupar el càrrec fins a gener de 2011.

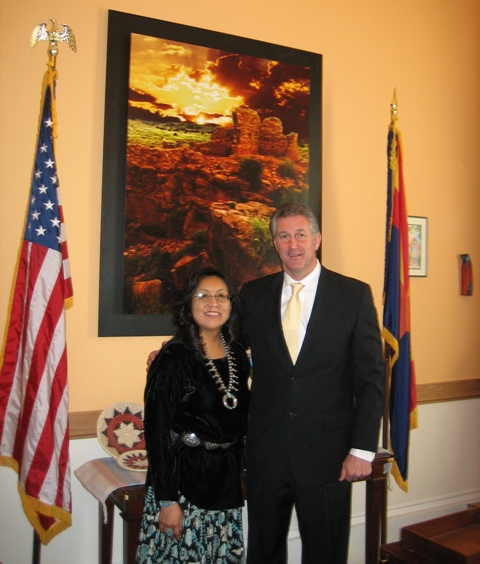
Vikki Shirley, primera dama de la Nació Navajo, i el congressista Rick Renzi.

Shirley fou elegit per un segon mandat com a president de la Nació Navajo en 2006, esdevenint el primer president navajo reescollit des que la Nació Navajo va reformar la seva estructura de lideratge de Cap Navajo a Presidència Navajo.

## President de la Nació Navajo
En 2002, Joe Shirley participà en les eleccions per a la presidència de la Nació Navajo i va derrotar l'aleshores president Kelsey Begaye. Fou nomenat president de la Nació Navajo el 14 de gener de 2003.
En novembre de 2006 Shirley selecciona el Consell Delegat de Thoreau, Nou Mèxic, Ben Shelly com al seu vicepresident durant el seu segon mandat en l'executiu navajo. L'antiga representant estatal a Nou Mèxic, Lynda Lovejoy, fou el seu oponent durant les eleccions presidencials navajo de 2006. Per una petita majoria de vots, Joe Shirley i Ben Shelly foren escollits.
Encara que les eleccions a la Nació Navajo són oficialment no partidistes, Shirley és membre del Partit Demòcrata i anuncià el seu suport a la senadora Hillary Rodham Clinton a les eleccions presidencials dels Estats Units de 2008. Va afirmar que ell creia que Clinton protegiria millor la sobirania tribal i l'estil de vida navajo.

## Controvèrsia
El 26 d'octubre de 2009, per una votació de 48 sobre 22 el Consell Tribal de la Nació Navajo va posar Shirley en suspensió administrativa pagada després d'haver rebut els informes dels bufets d'advocats contractats per l'Oficina del Fiscal General sobre possibles violacions ètiques, civils i penals sobre contractes tribals amb dues empreses, OnSat Network Communications and Biochemical Decontamination Systems. Les dues empreses en qüestió són les dues fonts de controvèrsia dins la tribu.
Shirley va impugnar la decisió davant els tribunals, i el 14 de desembre de 2009 el jutge del Tribunal de Districte de Window Rock Geraldine Benally va emetre una ordre judicial permanent contra l'aplicació de la votació del Consell Tribal. L'efecte de la mesura cautelar era tornar Shirley al seu deures.
Shirley ha declarat que creu que la decisió del Consell Tribal de posar-lo en suspensió administrativa havia estat per motius polítics, com a resultat de dues iniciatives electorals que Shirley havia recolzat i que reduirien el poder del Consell. Es podria reduir la mida del Consell de 88 membres a 24, i l'altre li donaria Shirley autoritat de veto pressupostari.
La decisió de la Cort de Districte ha estat apel·lada davant la Cort Suprema de la Nació Navajo, que ha programat els informes orals per al 19 d'abril de 2010.
Joe Shirley Jr. intentà presentar-se a un tercer mandat, contra el que disposava el Codi Nacional Navajo. La Cort Suprema Navajo decidí que l'intent del Sr. Shirley de presentar-se a un tercer mandat era il·legal. Segons el Navajo Times, Joe Shirley i el seu equip intentaren van intentar comprar més de cent mil dòlars en propietats de la Nació per menys de sis mil dòlars. El Departament de Justícia de la Nació va resoldre més tard que la confiscació era il·legal.